# Billbergia robert-readii
Espèce
Classification phylogénétique
Billbergia robert-readii est une espèce de plantes à fleurs de la famille des Bromeliaceae, endémique du Pérou.

## Distribution
L'espèce est endémique du Pérou.

## Description
L'espèce est épiphyte.